# 選挙違反
選挙違反（せんきょいはん）とは、公職選挙法に違反する行為のこと。

## 種類
自由妨害罪
候補者のポスターを剥がす、いたずらをするといったポスターへの棄損行為や候補者への暴力行為。2010年の参議院選挙では前原誠司国土交通大臣が演説中に有権者から投石を受けた事例や、長崎市の市長選挙では立候補した前市長が銃撃され死亡するという事件も発生している。“演説への野次”が該当するか否かについては争いがある。
買収
金品で有権者に投票を依頼する、または取りまとめを依頼するなどの行為。「金権政治」となってしまうため禁止されている。法律上、現金でなくても、缶ジュース1本でも買収は成立する。
事前運動
事前運動を行うと、選挙期間が無制限となり多額の費用がかかるので、禁止されている。しかし2009年の総選挙では選挙公示前に候補者が候補者名ではなく「本人」というタスキを付けて活動を行う現象が起きたがこれは愛知県選管に注意を受けた河村たかし衆議院議員が1993年に考案したもので、選挙違反には当たらないものである。
戸別訪問
買収に結びつきやすいとされ、以前は逮捕事件も起きているため現在は禁止されている。しかし、対話により直接政策を知り、深める手段として、解禁を求める動きがある。
人気投票の公表
人気投票の方法が必ずしも公平とは言えず、その結果によって有権者が影響されたりすることを防ぐため禁止されている。新聞社等が行う世論調査は調査員が被調査員に面接して調査をした場合に該当し、人気投票には当たらないとされている。
特定公務員の選挙運動の禁止
特定公務員は選挙運動に参加することは禁止されている。
なお、特定公務員に限らず公務員（議員などを除く）が、公務員として選挙運動を含めた政治的行為を行うことは、国家公務員法及び地方公務員法などにより禁止されており、地位利用の有無に関わらず、法令に違反する行為となる（ただし、一個人としての選挙運動は個人の自由であるため、一部の運動を除き認められる）。
地位を利用した選挙運動の禁止
一定の公務員や教育者は、地位を利用した選挙運動をすることが禁止されている。
不特定多数への法定外文書図画の頒布
野放図な宣伝費をかけないようにするために、このような制限が設けられている。しかし、インターネットが発達し、多数の人々が瞬時に情報に触れることができる現代においても、インターネットやメールによる候補者の情報発信（ネット選挙）は公示後から投票日まで制限されている。このため、多くの政党や候補者のサイトは、法律に抵触することを防ぐため、選挙期間中は更新しないなどの措置を取っている。近年ではブログやツイッターなどを行う候補者も珍しくないが、選挙期間中はこれらの書き込みも停止されることがほとんどである。
ただし、そもそも公職選挙法にこのような条文が制定された時代はインターネットの発達を想定しておらず、これほどインターネットが発達した時代にあって、この制限は有権者の情報取得を阻害している欠陥にもなっており、改革を求める意見が高まっている。インターネットでの選挙運動が禁止される一方で、電話やはがき、新聞広告などでの選挙運動は合法であり、法律の矛盾が指摘されている。
比較的安価で自らの主張を発信できるインターネットは、知名度や資金力に乏しい候補者にとっては有用な手段であるため、インターネットの制限は多様な人材の政治参加を妨げているという批判もある。しかし一方で、ネット上では「なりすまし」などが容易に行なわれることから、悪質な選挙妨害に利用されかねないとして、全面的な解禁には慎重な意見もある。現実に、ツイッターでは、有名人などになりすまして、さも本人であるかのように書き込みを行う事例も報告されており、選挙に悪用される可能性も否定できない。
インターネット上での投票呼びかけなどの選挙運動はできないものの、ウェブサイトなどでプロフィールや政策に関する意見を述べたりすることは選挙運動とは異なるため、基本的には制限はなく、その範囲でならば選挙期間中もサイトを閉鎖したりする必要はなく、有権者は自由に閲覧することができる。近年では多くの政党や議員がウェブサイトを開設しており、多くの有権者がそれらを情報源として活用している。
2009年9月に、民主党を中心とする連立政権が発足した。民主党はインターネット使用の制限の大幅な緩和に積極的な姿勢を見せていたが、法的には何も変えることができず2012年11月に国会は解散し、2012年12月、再び政権交代を迎えることとなった。一方で同党議員のなかには「見切り発車」とマスコミから指摘される中で、完全に合法と称して強行する議員も出た。
インターネットが無かった時代には、主に怪文書やなりすましによる誹謗中傷が行われた。大掛かりな例として、1973年東京都議会議員選挙において、巧みに候補者の誹謗中傷を加えた偽物の自由新報（自民党機関誌）の号外が10万部以上出回った事例がある。
NTT労組東北選挙違反問題
2003年11月に行われた第43回衆議院議員総選挙では宮城県を舞台に民主党の候補者を支援するため、電話による選挙運動をするよう関連会社と業務契約を結んだとして労組の幹部が逮捕。連座制を受け民主党議員は失職した。
替え玉投票
日本の国政選挙では、集落の有力者が棄権者の票を取りまとめて、替え玉として投票を行っていた静岡県上野村村八分事件（第2回参議院議員通常選挙）、宗教関係者が郵送されてきた第三者の投票所入場券を抜き取り、替え玉投票を行っていた新宿替え玉事件（第8回参議院議員通常選挙）など。
不在者投票制度の中には、あらかじめ選挙管理委員会が病院や老人ホームを不在者投票指定施設として指定し、投票所に向かうことが困難な患者や入所者でも投票を可能とする制度があるが、施設側が制度を悪用して替え玉投票を行う事案などが発生している。
アメリカ合衆国でも2018年アメリカ合衆国選挙にて、後にノースカロライナ州で当選した下院議員の陣営幹部が不在者投票用紙を利用して替え玉投票をしていたことが判明している。
白票水増
2013年7月21日に施行された第23回参議院議員通常選挙において、香川県高松市選挙管理委員会が比例代表の開票の際、自由民主党所属の参議院議員・衛藤晟一の得票を白票として計上した。